# 点群 (データ形式)

トーラスの点群

点群（てんぐん）やポイントクラウド（英: point cloud）とはコンピュータで扱う点の集合のこと。多くの場合、3次元空間上の物体形状を、その表面上（もしくは内部）の観測点の直交座標 (x, y, z) の集合という形式で表現する。点ごとの属性（例:色）が付随する場合もある。

## 概要
点群はレーザーによる3次元スキャナーでも作成できる。3次元スキャナーは物体表面を自動的に計測し、多数の点の3次元座標を点群としてデータファイルに出力する。レーザの物体による反射を用いるため、データは原則として物体表面の位置・形状を表し、物体内部の状況は表現しない。
点群の応用分野には、部品の3次元CADモデル作成、計測による品質管理、可視化処理、アニメーション、レンダリング、マスカスタマイゼーションなどがある。
点群はそのままレンダリングすることも可能であるが、そのデータ形式のままでは各種の3次元処理には適さないことが多い。そこでデータを面形式に変換し、ポリゴン、不整三角網のメッシュ、非一様有理Bスプライン曲面(NURBS)、CADモデルなどとして扱うことが多い。変換手法には、ドロネー三角形分割、アルファシェイプ法など、存在する点の位置から面を生成する手法と、点群を3次元距離場（英: volumetric distance field）に変換し、陰的表面（英: implicit surface）に変換する手法がある。

## 応用
点群の応用分野に、工業的な検査がある。製造された部品の点群データと設計上のCADモデルとの差を比較し検査する。両者の差異は視覚的に色彩の差として表示することができる。サイズや公差も点群から計測ができる。
点群から得られた立体データは医用画像処理などにも用いられる。点群を利用することでデータの削減が可能である。
地理情報システム（GIS）においては、点群をもとにして地面の数値標高モデル（DEM）を作成することができる。

## 各種のデータ形式

### 絶対座標
レーザによる測定のため、点群の元データは測定装置と物体との間の相対距離である。地理情報システムで地物の位置を表す場合には、測定装置の絶対座標（緯度、経度、標高）をGPSなどにより計測し、この座標を加えた絶対座標で表示することがある。この際、GPSによる点群取得時刻を加えて、データ形式を（緯度、経度、標高、時刻）で表す。

### 点の彩色
物体の表面の色彩をRGB座標で表現して、データ形式を（緯度、経度、標高、時刻、R（赤成分）、G（緑成分）、B（青成分））のように表すことがある。このためにはレーザの照射方向にカメラを向け、得られた画像の相当位置の色彩データをとりこむ。